# Jean-Louis Maubant
Jean Louis Maubant (Le Havre, 25 agosto 1943 – Lione, 5 settembre 2010) è stato un critico d'arte francese, fondatore nel 1978 del Nouveau Musée di Villeurbannee sostenitore dell'idea di un museo "senza pareti". È stato direttore dell'"Institut d'Art Contemporain" di Lione, e ha promosso l'architettura radicale. Ha organizzato mostre e attività anche all'estero.

## Pubblicazioni
- Architopia, art, architecture, science, Cultural Centre of Cascais 2001
- Découpage/collage à propos de Tony Cragg Le Nouveau musée, NDLR, 1982
- Ambition d'art, Volume 1, Les Presses du réel, 2008
- Paolini: melanconia ermetica (con Daniel Soutif), Galerie Maeght Lelong, Paris 1985
- Architecture radicale, Institut d'art contemporain--IAC, Villeurbanne 2001